# Światło dzienne
Światło dzienne – tom wierszy Czesława Miłosza wydany w Paryżu w 1953, jako 5. tom Biblioteki „Kultury”.

Pierwszy tom poetycki Miłosza wydany na emigracji zawiera utwory w większości publikowane w latach 1945-1950  na łamach pism krajowych („Odrodzenie”, „Nowa Polska”, „Warszawa”, „Twórczość”, „Zeszyty Wrocławskie”, „Nowa Kultura”), a od 1951 r. w paryskiej „Kulturze”. Poeta wyjaśnia we wstępie: 

Tytuł ma podwójne znaczenie: Jest tu sporo rzeczy, których nie mogłem w Polsce opublikować; poza tym poezja jest dla mnie raczej sprawą dnia niż nocy.

W skład tomu włączył autor cykl Świat (poema naiwne) (1943), dwa poematy: Traktat moralny i Toast oraz przekłady poezji murzyńskiej. Zbiór zawiera m.in. wiersz Który skrzywdziłeś, którego fragment umieszczono na Pomniku Poległych Stoczniowców 1970 w Gdańsku.
W tomie znalazły się utwory napisane przed podjęciem przez Miłosza decyzji o pozostaniu na emigracji – zarówno w czasie okupacji, w kraju po wojnie, jak i podczas pobytu w Waszyngtonie, gdzie był zatrudniony jako attaché kulturalny. Tom Światło dzienne zajął ważne miejsce w dorobku Miłosza. Wraz z Traktatem moralnym wyznaczał granice kompromisu, których nie należy przekraczać. Na tle poezji emigracyjnej wyróżniał się szerszym spojrzeniem na sprawy rozgrywające się w kraju. Tłumaczył też osobiste uwikłania poety.

## Wydania polskie
- Paryż: Instytut Literacki, 1953
- Kraków: OL {Oficyna Literacka), 1980 (drugi obieg)
- Warszawa: Niezależna Oficyna Wydawnicza NOWA, 1980 (drugi obieg)
- Suwałki: Q, 1981 (drugi obieg)
- Toruń: Korona, 1980 (drugi obieg)
- Poezje, t. 1, Paryż: Instytut Literacki, 1981
- Poezje, Warszawa: Czytelnik, 1981
- Wiersze, t. 1, Kraków: Wydawnictwo Literackie, 1984, 1985, 1987
- Wiersze, t. 1, Kraków: Znak, 1993
- Wiersze, t. 2, Kraków: Znak, 2002
- Wiersze wszystkie, Kraków: Znak, 2011, 2015

## Traktat moralny
Utwór napisany został w Waszyngtonie w 1947 r. Pierwodruk miał miejsce w miesięczniku „Twórczość” w 1948 r. (nr 4, s. 5-16). Następnie został włączony do tomu Światło dzienne (Paryż 1953). W formie książkowej  w oficjalnym obiegu w Polsce ukazał się  dopiero w 1981 r.
Poemat pisany jest regularnym wierszem dziewięciozgłoskowym i trzynastozgłoskowym rymowanym, nawiązującym formą do satyry okresu oświecenia. Utwór opisuje postępujący proces ideologizacji kultury oraz etyczne konsekwencje dokonujących się zmian politycznych i społecznych w Polsce w okresie socrealizmu. Poeta daje wskazówki, jak żyć zgodnie z normami etycznymi na skraju katastrofy („przed nami jest jądro ciemności”), uchronić niezależność sądu, nie poddawać się ideologiom i mitom, przeciwstawić się „biegowi lawiny”. Ku zdziwieniu redaktora naczelnego Kazimierza Wyki i autora, traktat został opublikowany bez żadnych ingerencji cenzury. Utwór jest szkicem zapowiadającym „Zniewolony umysł” i „Zdobycie władzy”.

Publikacja poematu nie wywołała większego echa. Nieco uwagi poświęcili mu jedynie Jarosław Iwaszkiewicz i Stefan Kisielewski. Entuzjastycznie ocenił go z emigracyjnej perspektywy Jerzy Stempowski: 

Mam przed sobą najwybitniejszy utwór polski napisany po 1939 r. (…) Jeżeli ktoś chce się dowiedzieć, jak pisarze polscy – w latach gdy ciężko na nich całe brzemię nacisku jednej i obojętności drugiej polowy świata – opierali się nadchodzącemu zmrokowi i samotności, jak odnajdywali w sobie najskrytsze siły oporu, znajdzie do tego klucz w „Traktacie moralnym”.

## Recenzje i omówienia
- E.S.: Traktaty Miłosza, „Plus Minus” 1996, nr 40, s. 19.
- Jeleński Konstanty Aleksander, Poeta i historia, „Kultura” 1954, nr 1-2, s. 179-185.
- Melkowski Stefan, Poezja epoki. O poematach-traktatach Czesława Miłosza, „Temat” 2007, nr 8-10, s. 10-30.
- Ostromęcki Bogdan, Na marginesie pewnego traktatu moralnego, „Dziś i Jutro” 1948, nr 50, s. 4.
- Rymkiewicz Jarosław Marek, Klasycyzm, ale jaki? Bo był i sowiecki, „Życie” 1997, nr 156, s. 10.
- Tchórzewski Andrzej, Oddech wspólnoty w obu „Traktatach”. Miłosz jako krytyk, krytyka wobec Miłosza, „Poezja” 1981, nr 5-6, s. 213-221.
- Woźniak-Łabieniec Marzena, Franaszek Andrzej, O „krytyku zaślepionym” słów kilka, „Tygodnik Powszechny” 1997, nr 41, s. 13.